# Kreuzberg (Bayerische Voralpen)
Der Kreuzberg ist ein 1715,6 m ü. NHN hoher Berg in den Bayerischen Voralpen an der Grenze von Tirol zu Bayern. Es handelt sich um den Gipfel eines vom Massiv des Hinteren Sonnwendjochs nordwärts bis nach Bayern reichenden Ausläufers. Ein nördlich des Hauptgipfels gelegener 1567 m hoher Nebengipfel trägt den Namen Kreuzbergspitzl.
Auf deutscher Seite trennt der Kreuzberg Gebiete der Gemeinden Schliersee im Westen und Bayrischzell im Osten. An der Ostseite des Bergs liegt auf 1305 m, unterhalb der felsigen Gipfelwand, die Kreuzbergalm, von der man das nach Osten verlaufende Kloo-Ascher-Tal (auch Kloaschautal genannt) überblickt. Nördlich des Bergs bietet der 1143 m hohe Pass Elendsattel einen Übergang aus dem Kloo-Ascher-Tal ins Tal der Valepp, die Region südlich des Spitzingsees.

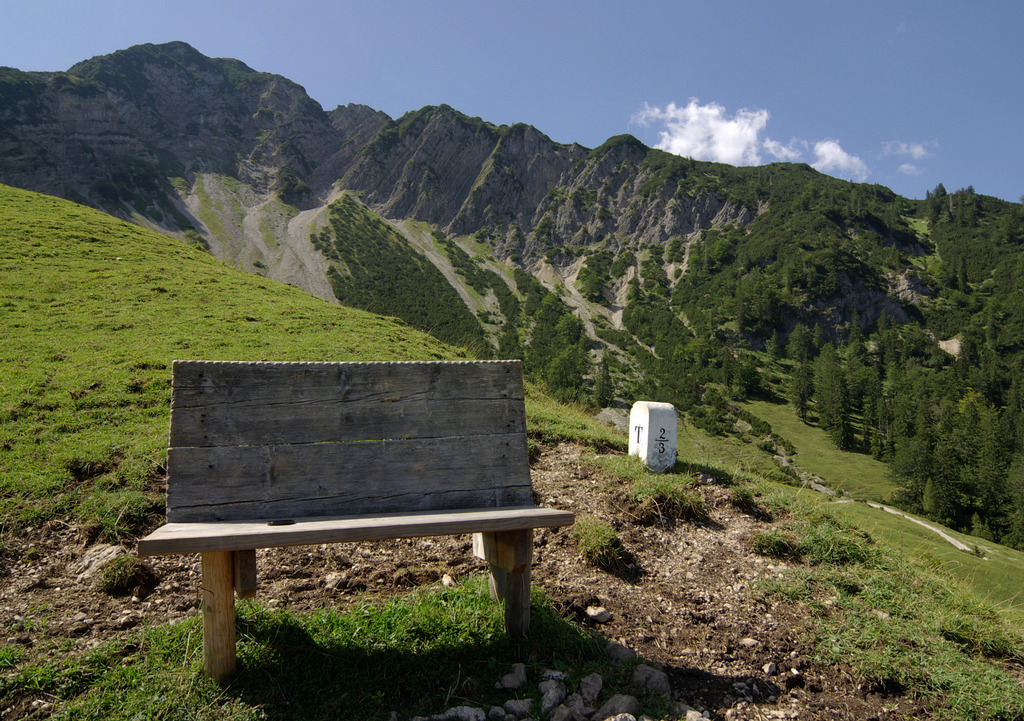
Grenzstein Tirol-Bayern an der Kreuzbergalm und Ostwand des Kreuzbergs
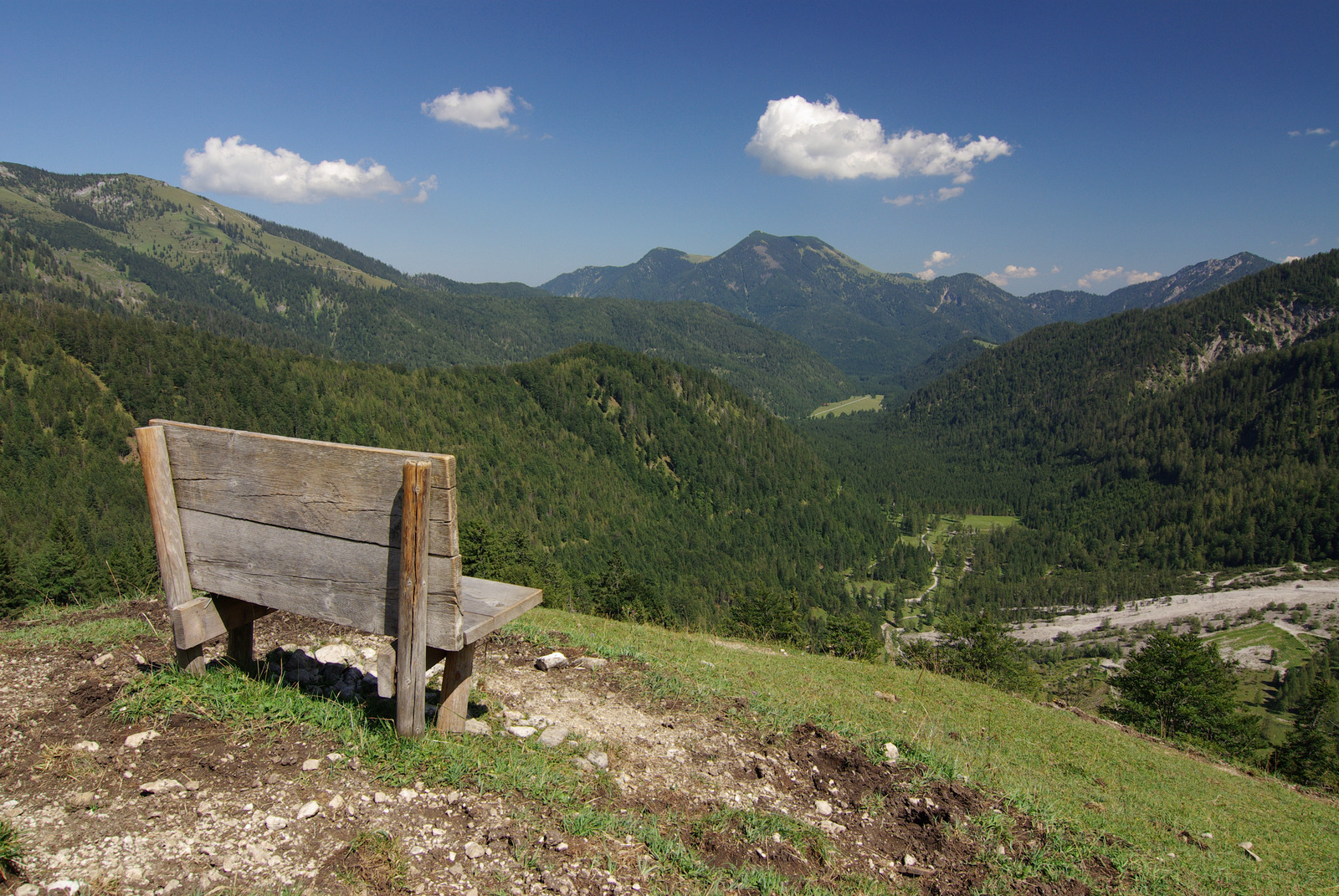
Blick von der Kreuzbergalm ins Kloo-Ascher-Tal und zum Großen Traithen
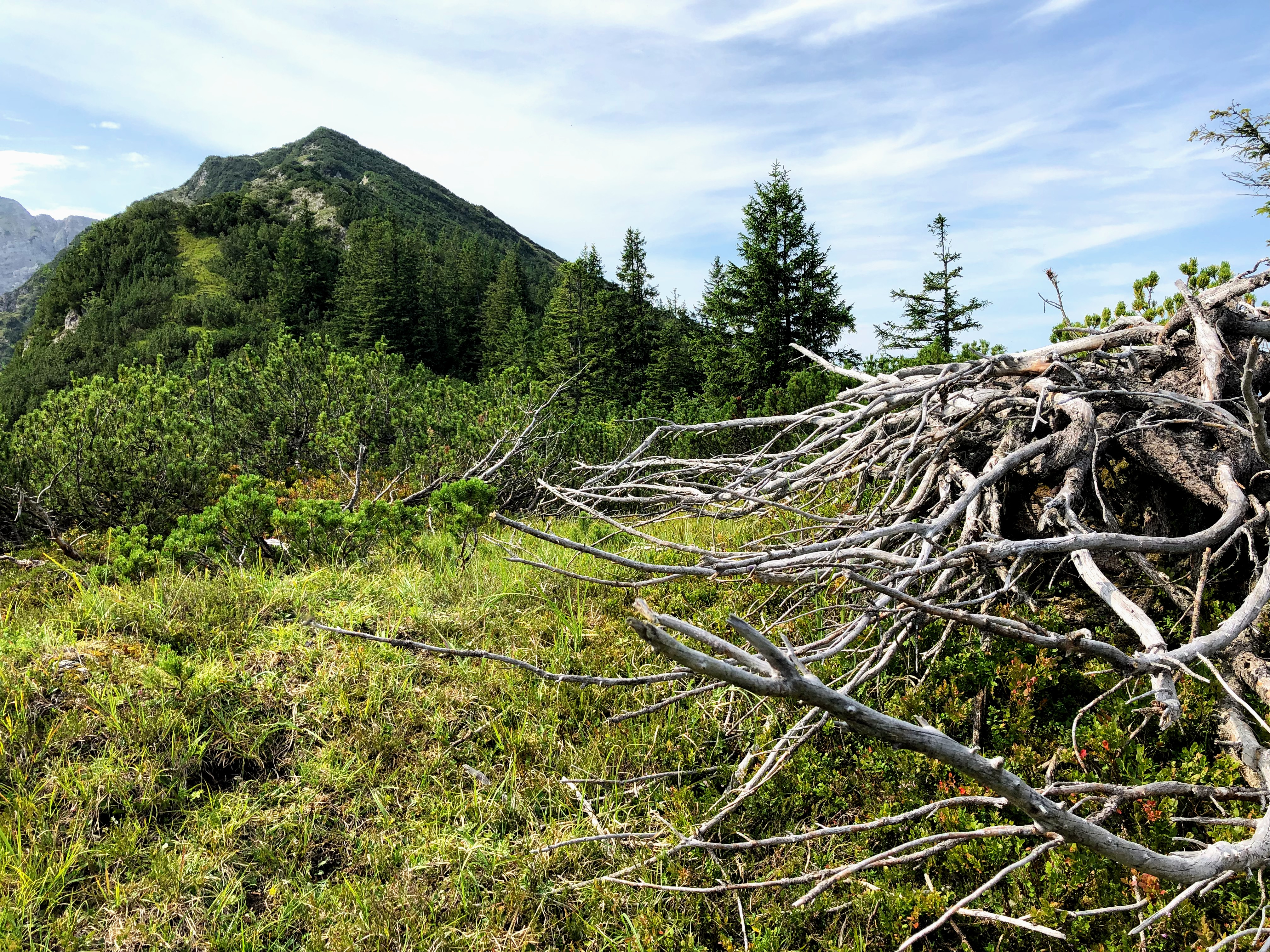
Am Kreuzbergspitzl mit Blick zum Kreuzberg
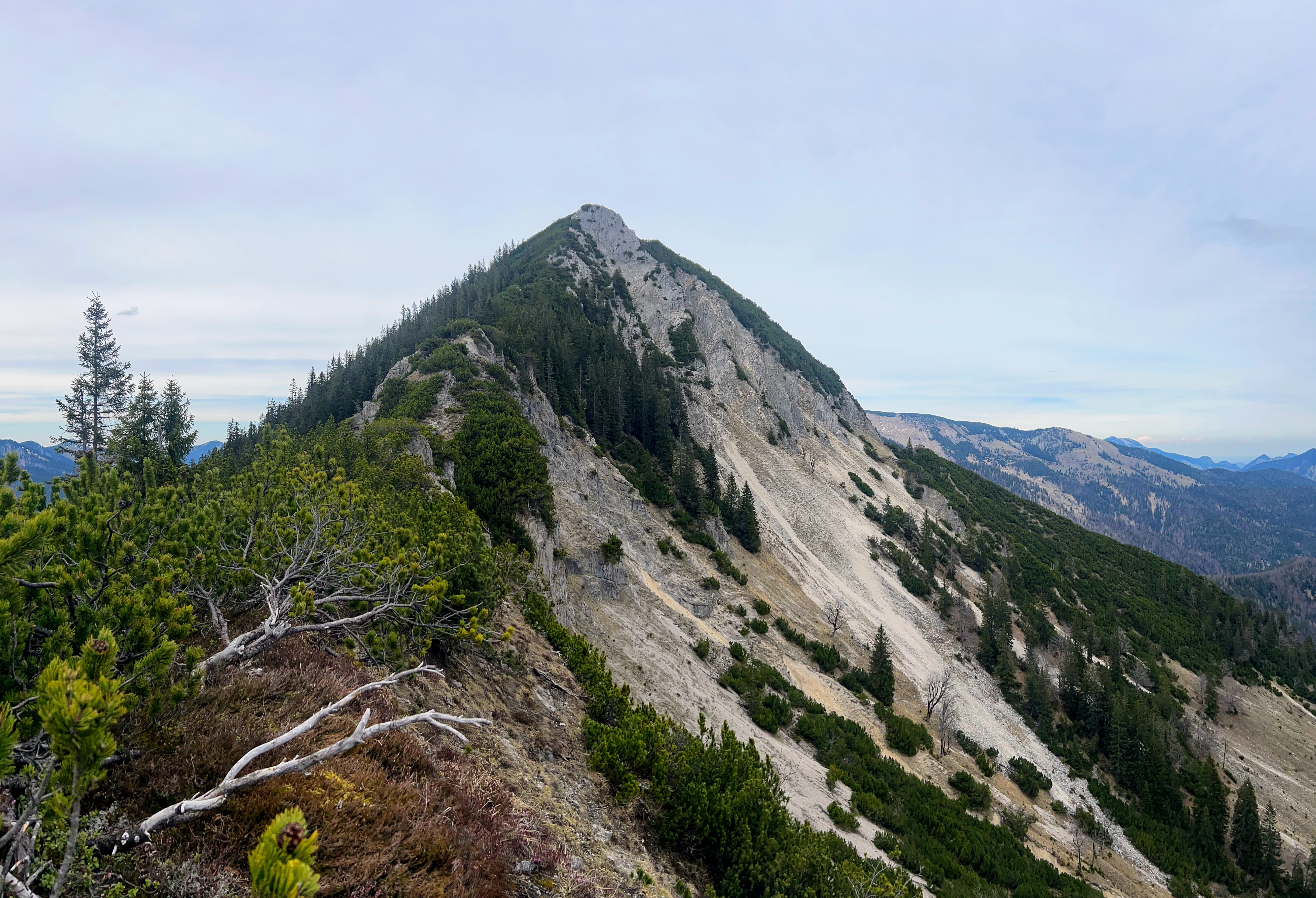
Kreuzberg, Südgrat
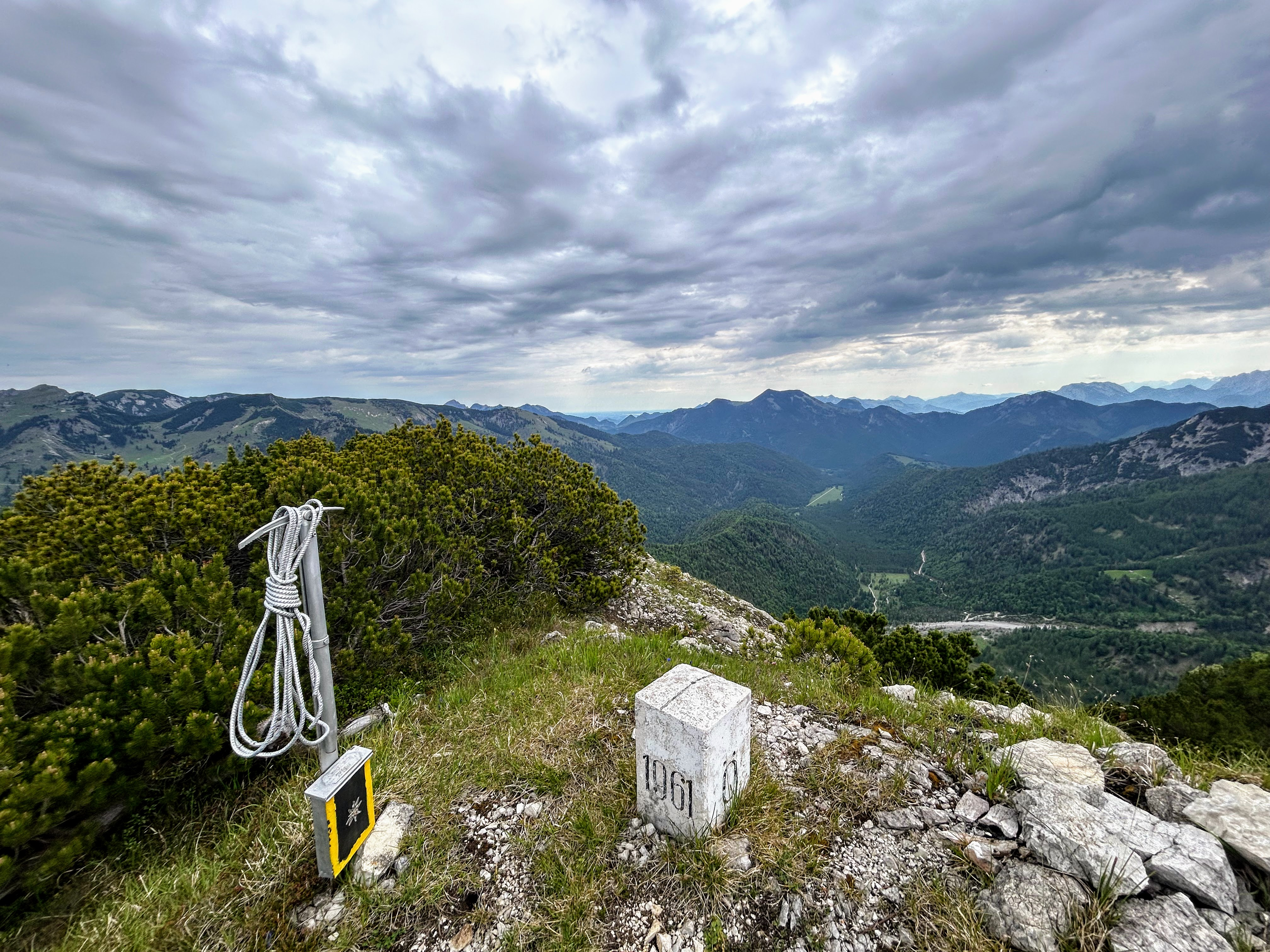
Gipfel mit Grenzstein und Gipfelbuch